# 维利耶欧布安
维利耶欧布安（法語：Villiers-au-Bouin，法語發音：[vilje o bwɛ̃]）是法国安德尔-卢瓦尔省的一个市镇，位于该省西北部，和曼恩-卢瓦尔省及萨尔特省接壤，属于图尔区。

## 地理
维利耶欧布安（47°34'29"N, 0°18'46"E）面积29.83 平方千米，位于法国中央-卢瓦尔河谷大区安德尔-卢瓦尔省，该省份为法国中西部省份，北起萨尔特省、东北接卢瓦-谢尔省，东南接安德尔省，南至维埃纳省，西临曼恩-卢瓦尔省。
与维利耶欧布安接壤的市镇（或旧市镇、城区）包括：莫尔恩河畔布赖埃、拉瓦利耶尔堡、库埃姆、吕布莱、莫讷河畔马西伊、拉沙佩勒欧舒、舍尼、圣日耳曼达尔塞、努瓦扬维拉日。

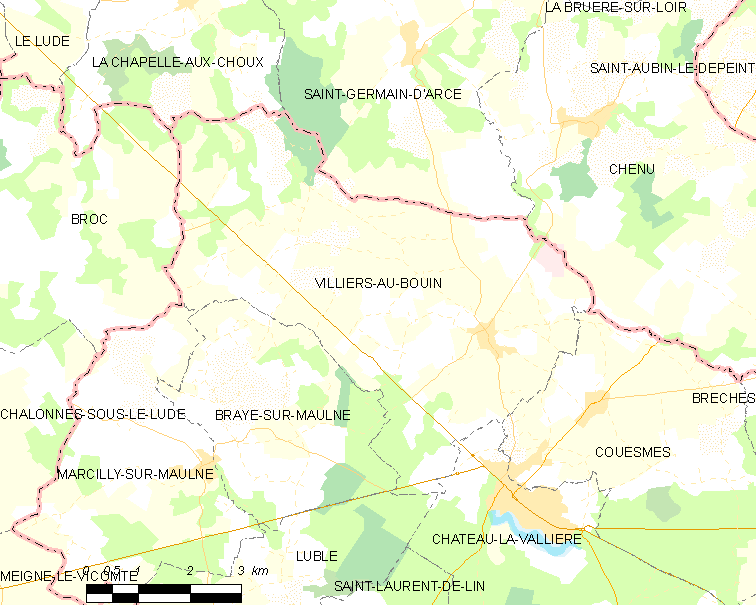
维利耶欧布安的OSM定位图

维利耶欧布安的时区为UTC+01:00、UTC+02:00（夏令时）。

## 行政
维利耶欧布安的邮政编码为37330，INSEE市镇编码为37279。

## 政治
维利耶欧布安所属的省级选区为朗热县。

## 人口

1962-2008年间维利耶欧布安人口变化图示

维利耶欧布安于2022年1月1日时的人口数量为735人。